# Мерфулешти (Горж)
Мерфулешти (рум. Merfulești) насеље је у Румунији у округу Горж у општини Данешти. Oпштина се налази на надморској висини од 294 m.

## Становништво
Према подацима из 2002. године у насељу је живело 250 становника, од којих су сви румунске националности.